# Arquipélago das Comores

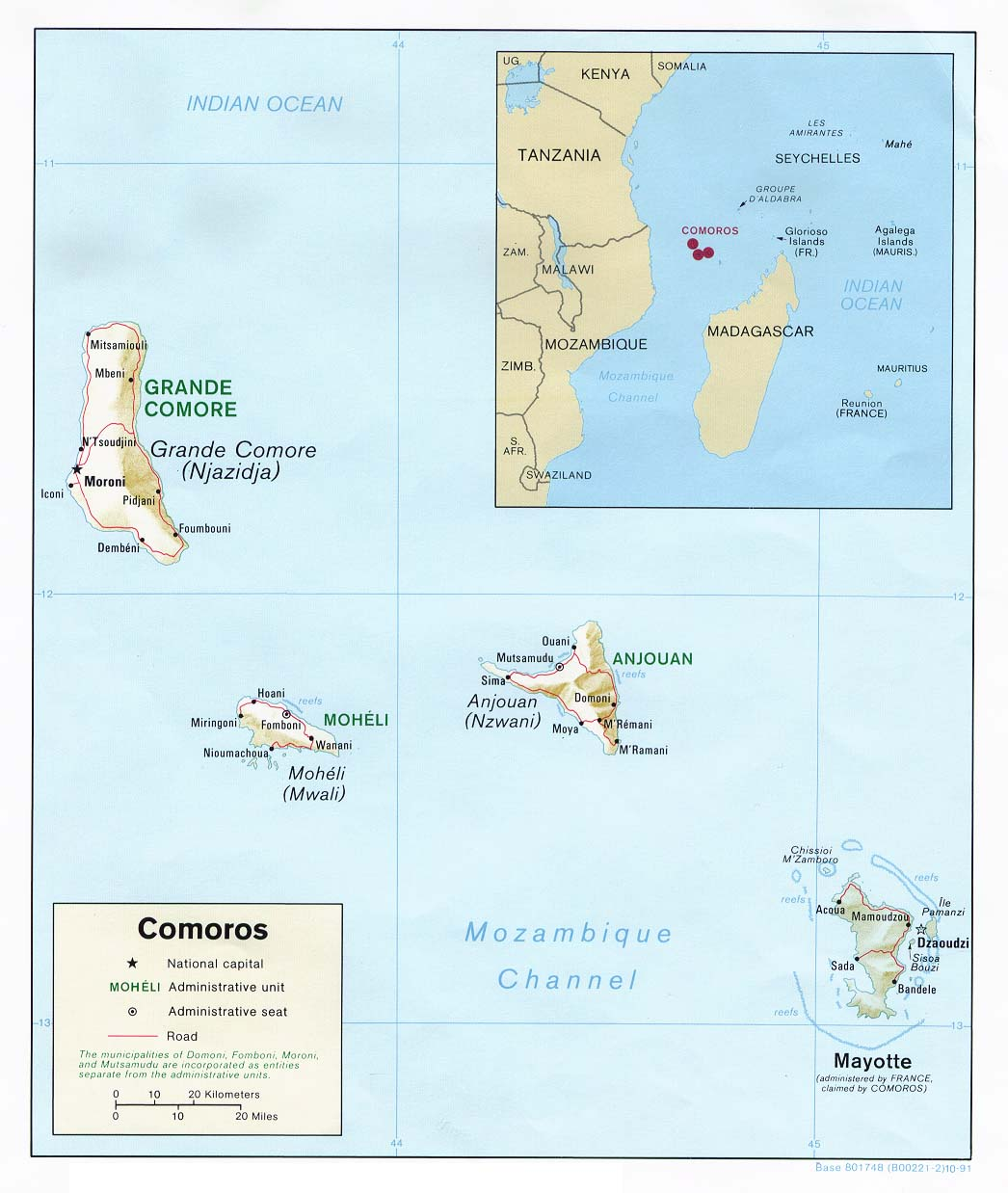

Arquipélago das Comores ou Ilhas Comores formam um arquipélago de ilhas vulcânicas localizadas na costa sudeste da África, a leste de Moçambique e noroeste de Madagascar. 
O arquipélago das Comores está dividido entre dois países independentes: a União das Comores no oeste e a República Francesa, cujo departamento ultramarino de Mayotte constitui a parte mais oriental. Esta presença francesa nas Comores é objeto de uma disputa entre a França e a União das Comores. No entanto, os dois países continuam estreitamente ligados diplomaticamente e mantêm vínculos estreitos. 

## Geografia
As Ilhas Comores estão localizadas no Canal de Moçambique ao noroeste de Madagascar e de frente a Moçambique. Estas ilhas vulcânicas, cobrindo uma área total de 2.361 km2, são as seguintes:
- Grande Comore (também conhecida como Ngazidja): a maior ilha da União das Comores, com sua capital Moroni;
- Anjouan (também conhecida como Ndzuwani ou Nzwani): parte da União das Comores;
- Mohéli (também conhecida como Mwali): parte da União das Comores;
- Grande-Terre (também conhecida como Maore ou Mahori): parte do departamento francês de ultramar de Mayotte, com sua capital Mamoudzou;
- Petite-Terre (também conhecida como Pamanzi): a segunda maior ilha de Mayotte.

As Ilhas Gloriosas, compreendendo Grande Glorieuse, Île du Lys e oito pequenas ilhotas, foram administrativamente ligadas ao arquipélago antes de 1975, e, em termos geológicos, formam uma parte do arquipélago.
Os recifes notáveis que fazem parte do arquipélago são os seguintes:
- Banc Vailheu, ou Raya, um vulcão submerso localizado a 20 km a oeste de Grand Comoro;
- Banc du Geyser, um recife que mede 8 por 5 km de área, situado a 130 km a nordeste de Grande-Terre;
- Banc du Leven, uma antiga ilha entre Madagascar e Grande-Terre que agora está submersa.